# Vibrava
Vibrava is een fictief Pokémonwezen. Het is een zogenaamde Vibratie-Pokémon. Hij is van het type Grond/Draak en heeft groene kleur. Vibrava's komen veelal voor in woestijnen. Hoewel Vibrava een Draaksoort is, heeft hij meer het uiterlijk van een insect.
Vibrava evolueert van Trapinch, een Mieren Put Pokémon. Trapinch is, fysiek een sterke Pokémon, maar is niet zo heel erg snel. Ook heeft Trapinch nog geen vleugels.
De eindfase van Vibrava is Flygon, een mystieke Pokémon. In deze fase wordt Vibrava een wat meer echte draak. Flygon is groter, sterker en sneller dan Vibrava. Ook is Flygon een zeldzame Pokémon.
De naam Vibrava komt van het Engelse Vibrate (vibreren) en Larva (larve). Vibrava is in het spel Pokémon Emerald te verkrijgen door een Trapinch te vangen in de Desert (woestijn) en hem te laten evolueren.

## Vindplaatsen
- Ruby: Evolueren van Vibrava

- Sapphire: Evolueren van Vibrava

- Emerald: Evolueren van Vibrava

- FireRed: Door te ruilen

- LeafGreen: Door te ruilen

## Evoluties
- Trapinch
- Vibrava
- Flygon